# Raven (drag queen)
 (octobre 2018).
Si vous disposez d'ouvrages ou d'articles de référence ou si vous connaissez des sites web de qualité traitant du thème abordé ici, merci de compléter l'article en donnant les références utiles à sa vérifiabilité et en les liant à la section « Notes et références ».
Pour les articles homonymes, voir Raven.
David Petrouchtchine (en russe : Дэвид Петрущин), né le 8 avril 1979, plus connu sous le nom de scène Raven, est un maquilleur et drag queen de Riverside, en Californie.
Il fait partie intégrante dans la communauté des night-clubs du sud de la Californie avant de gagner plus de succès et de reconnaissance en participant à la deuxième saison de RuPaul's Drag Race et à la première saison de RuPaul's Drag Race : All Stars, se plaçant seconde dans les deux saisons. Après avoir concouru dans l'émission, Raven devient « professeur » pendant les trois saisons de RuPaul's Drag U. Il est le maquilleur professionnel de RuPaul depuis la neuvième saison de Drag Race et est devenu depuis le producteur artistique de Drag Race et de All Stars. Il est le co-animateur de la web-série hebdomadaire Fashion Photo Ruview avec Raja Gemini, la gagnante de la troisième saison de Drag Race, et est considéré aujourd'hui comme l'une des plus grandes influences stylistiques du transformisme.

## Biographie

### Enfance
Raven est né en Californie. Il est le premier de cinq enfants. Même s'il est d'origine russe, sa mère, qui se sépare de son père quand Raven a sept ans, l'éduque comme un Mormon. Cependant, il s'est depuis publiquement distancé des traditions religieuses.

### Carrière

#### Débuts
Au début de sa carrière, Raven travaille en tant que vendeur dans un magasin de cosmétiques et make-up artist indépendant, et se produit la nuit dans les night-clubs comme go-go dancer sous le nom de Phoenix. Il commence le transformisme en 2002 et abandonne son nom de scène pour Raven. Il se rappelle la date exacte (le 10 mai) de sa première performance avec Mayhem Miller qui a débuté le transformisme le même jour, et qui concourra ensuite dans la dixième saison de RuPaul's Drag Race. Contrairement à beaucoup d'autres drag queens, Raven a appris l'art du transformisme sans drag mother ou autre mentor. Raven auditionna ensuite pour la première et la deuxième saison de RuPaul's Drag Race.

#### RuPaul's Drag Race
En 2010, il est annoncé que Raven serait une des candidates de la deuxième saison de RuPaul's Drag Race. Dans le premier épisode, elle gagne le premier mini-défi de la saison, qui était un photoshoot[Quoi ?]. Dans le deuxième et le troisième épisode, elle arrive dans le bottom two, devant faire un lip-sync[Quoi ?] deux fois pour rester dans la compétition, lip-syncs qu'elle remporte. Raven remporte un deuxième mini-défi dans le quatrième épisode, et un troisième mini-défi dans le cinquième épisode. Elle gagne le septième et le huitième défi principal. À la fin de la compétition, elle se place seconde de Tyra Sanchez, qui remporte le titre. Cependant, de nombreux fans estiment que couronner Raven était la meilleure décision, créant le slogan inhérent à la communauté Drag Race « Raven was robbed! » (« Raven a été volée ! »), réutilisée à d'autres occasions, notamment pour Katya Zamolodchikova et Shangela dans la deuxième et troisième saison de RuPaul's Drag Race : All Stars.

#### RuPaul's Drag U
Raven est l'une des nombreuses candidates de RuPaul's Drag Race invitées pour être professeures dans le spin-off RuPaul's Drag U, qui a connu trois saisons. Raven a le rôle de mentor pour les candidates qui font l'objet de relookings. Dans cette série, elle n'est pas dépeinte de manière méchante, mais plutôt comme un mentor doux et maternel. Raven a fait au total douze apparitions et a gagné le plus de fois pendant la série, lui valant le surnom de « Makeover Queen » (« Reine des Relookings »).

#### RuPaul's Drag Race: All Stars
Le 6 août 2012, il est annoncé que Raven serait une des douze anciennes candidates de RuPaul's Drag Race sélectionnées pour rejoindre le casting de RuPaul's Drag Race : All Stars, diffusé sur Logo à partir du 22 octobre 2012. Elle est jumelée avec la candidate Jujubee (en), sa meilleure amie, et forme à elles deux l'équipe Rujubee. Elles gagnent les mini-défis du deuxième et du cinquième épisode. Le duo arrive jusqu'à la finale, diffusée le 26 novembre 2012, et Raven, une fois de plus, se place seconde, cette fois-ci face à Chad Michaels.
Cette décision souleva encore plus de controverses que la première fois. Beaucoup de fans eurent l'impression que RuPaul avait créé All Stars dans le seul but de couronner Chad Michaels après sa défaite surprenante face à Sharon Needles dans la quatrième saison de RuPaul's Drag Race. De plus, la première saison de All Stars fut vivement critiquée pour sa mécanique d'impression et plus généralement pour ses règles, surtout le jumelage des candidates. Raven est souvent comparée à Allison Harvard, une candidate de America's Next Top Model, qui s'est également placée seconde dans sa saison et dans une saison de All Stars. Raven est à cause de ceci appelée « Queen of Runner-Ups » (« Reine des Secondes »).

#### Maquilleur
Raven revient dans RuPaul's Drag Race en tant que maquilleur professionnel de RuPaul pour la neuvième saison. Il a été nommé pour les 2018 Make-Up Artists and Hair Stylists Guid Awards, dans la catégorie « Television and New Media Series: Best Contemporary Makeup ». Pour son travail dans la dixième saison, il est nommé pour la 70e cérémonie des Primetime Creative Arts Emmy Awards dans la catégorie « Outstanding Makeup for a Multi-Camera Series or Special ». En plus d'être le maquilleur de RuPaul depuis 2017, il est producteur artistique de RuPaul's Drag Race : All Stars depuis la troisième saison et de RuPaul's Drag Race depuis la dixième saison.

#### Autres apparitions

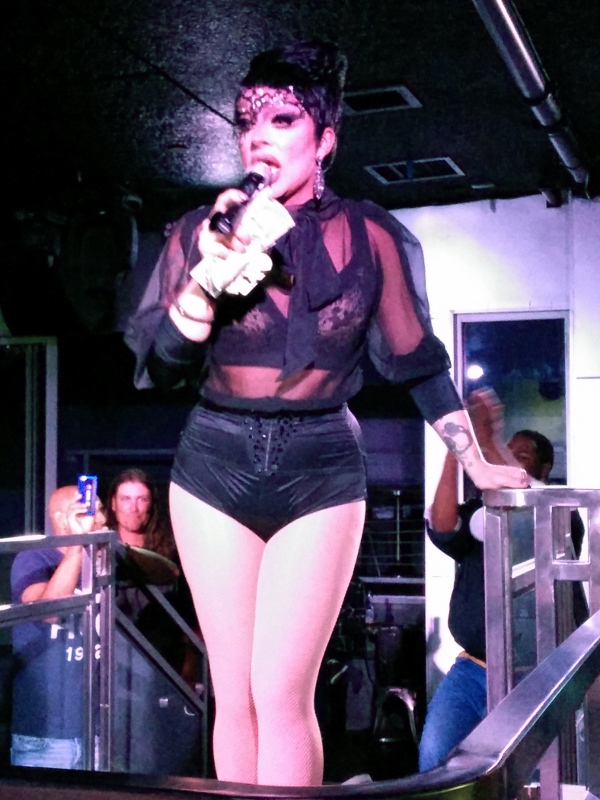
Performance de Raven sur Imagine It Was Us de Jessie Ware

Dans une publicité faisant la promotion de la série Nip/Tuck, diffusée sur Logo, Raven fait un lip-sync sur la chanson A Perfect Lie pendant qu'elle tient une seringue près de ses lèvres, ce qui est une référence à une de ses précédentes performances. Elle fait également une apparition dans un épisode de la série Logo Pretty Hurts, qui documente la vie et la carrière de la célébrité et chirurgien esthétique Rand Rusher. Raven est également apparue dans un épisode de America's Next Top Model, dans lequel elle participe à un photoshoot avec chacune des candidates. Raven fait un caméo dans le clip de la chanson de Raja Gemini Diamond Crowned Queen. Son caméo fut fortement apprécié, ce qui lui valut le surnom de « the magnificent Raven ». En 2012, elle apparaît avec d'autres candidates de RuPaul's Drag Race dans un autre clip, Queen, du groupe Xelle. Elle apparaît également dans le clip de Feed Me Diamonds de MNDR.
Au printemps 2014, Raven et Raja commencent une série hebdomadaire sur la chaîne YouTube de World of Wonder, intitulée RuPaul's Drag Race Fashion Photo Ruview, où elles « toot » et « boot » les tenues de nombreuses candidates de RuPaul's Drag Race. Chaque épisode fait entre 400 000 et un million de vues. Raven est apparue dans de nombreuses autres séries Wow. En plus de tournées internationales, Raven présente régulièrement des événements liés au transformisme dans les clubs gays à travers le sud de la Californie.

## Impact sur le transformisme
Raven est grandement considérée comme étant le maquilleur le plus influenceur de la communauté drag. Il a innové de nombreuses techniques de contour, notamment un nez drastiquement pointu avec un point clair sur le bout (un « point d'exclamation ») et un style particulier de contour des joues sévère. Il a également popularisé les lèvres surdessinées et aux couleurs nude, le maquillage détaillé des yeux, l'utilisation de lentilles, le faux grain de beauté et l'utilisation de couleurs de maquillage naturelles.
L'influence de Raven est si importante que de nombreuses drag queens pratiquant depuis longtemps, comme Bianca Del Rio, gagnante de la sixième saison de RuPaul's Drag Race, déclarent que tous les styles de maquillage des nouvelles drag queens sont de près ou de loin inspirés par Raven. En 2016, Raven est présentée comme une inspiration dans la vidéo de Vanity Fair « 100 Years of Drag Fashion », au même titre que d'iconiques artistes tels que Divine, David Bowie ou RuPaul. La vidéo présente son style comme l'incarnation du transformisme des années 2000.

## Filmographie

### Télévision
| Année     | Titre                                    | Rôle                | Notes   |
| --------- | ---------------------------------------- | ------------------- | ------- |
| 2007      | America's Next Top Model                 | Raven               | Caméo   |
| 2010      | RuPaul's Drag Race (saison 2)            | Candidat            | Seconde |
| 2010–2012 | RuPaul's Drag U                          | Lui-même/Professeur |         |
| 2011      | RuPaul's Drag Race (saison 3)            | Raven               | Invitée |
| 2012      | RuPaul's Drag Race (saison 4)            | Raven               | Caméo   |
| 2012      | RuPaul's Drag Race: All Stars (saison 1) | Candidate           | Seconde |
| 2016      | RuPaul's Drag Race: All Stars (saison 2) | Raven               | Invitée |

### Web
| Année     | Titre                                   | Rôle     | Notes                  |
| --------- | --------------------------------------- | -------- | ---------------------- |
| 2013      | World of Wonder Game Show               | Lui-même | Vainqueur              |
| 2013–2015 | James St. James' Transformations        | Lui-même | Invité                 |
| 2014–2017 | Be$tie$/Couple$ for Ca$h                | Lui-même |                        |
| 2014–...  | RuPaul's Drag Race Fashion Photo RuView | Lui-même | Co-animateur avec Raja |